# A Small Town Idol
A Small Town Idol er en amerikansk stumfilm fra 1921 af Erle C. Kenton.

## Medvirkende
- Ben Turpin som Sam Smith
- James Finlayson som J. Wellington Jones
- Phyllis Haver som Mary Brown
- Bert Roach som Martin Brown
- Al Cooke som Joe Barnum
- Charles Murray som Sparks
- Marie Prevost som Marcelle Mansfield